# کوویه ۹۶۱۴
سیارک ۹۶۱۴ (به انگلیسی: 9614 Cuvier، نامگذاری:1993BQ4) نه هزار و ششصد و چهاردهمین سیارک کشف شده‌است که در ۲۷ ژانویه ۱۹۹۳ کشف شد.
قدر مطلق سیارک برابر ۱۷.۸ است.